# لاسکوویتسه (شهرستان کلوجبورک)
لاسکوویتسه (به لاتین: Laskowice) یک روستا در لهستان است که در گمینا لاسوویتسه ویلکیه واقع شده‌است. لاسکوویتسه ۹۸۰ نفر جمعیت دارد.